# Fédération européenne des sociétés de biochimie
La Fédération européenne des sociétés de biochimie, (en anglais : Federation of European Biochemical Societies plus connue sous le sigle FEBS), est une société savante internationale destinée à la promotion des activités européennes dans les disciplines que sont la biochimie, la biologie moléculaire et la biophysique. Fondée en 1964, elle compte a peu près 40 000 membres répartis au sein de 43 sociétés savantes nationales (36 antennes nationales et 7 sociétés associées).
Les sociétés francophones membres ou associées sont :
- La société belge de biochimie et biologie moléculaire
- La société française de biochimie et de biologie moléculaire
- La société marocaine de biochimie
- La société suisse de biochimie
- La société tunisiennes des sciences biologiques

Elle possède une revue scientifique officielle, publiée par John Wiley & Sons, FEBS Letters.